# Bang! (jeu de cartes)
Pour les articles homonymes, voir Wanted et Bang!.
 (février 2016).
Bang!, antérieurement Wanted! en français, est un jeu de cartes sur le thème du western créé par l'auteur de jeux de société italien Emiliano Sciarra. Initialement publié en 2002 en Italie par daVinci Games et en France par Tilsit en 2003 sous le nom de Wanted!, le titre original a été rétabli dans l'édition française, désormais distribuée par Asmodée, dès septembre 2009.
Le jeu a été complété par quatre extensions : Dodge City en 2004, High Noon et A Fistfull of cards en 2005, puis Wild West Show en 2010. Il permet de faire jouer 4 à 7 joueurs (3 à 8 avec l'extension Dodge City) pour des parties variant de 10 minutes à 30 minutes environ.

## Règle du jeu
Le jeu comprend quatre types de cartes :
- Les cartes de rôle : une carte est distribuée à chaque joueur et détermine ses objectifs dans le jeu. Il y a 4 rôles possibles :
  - Shérif : Le joueur qui incarne le shérif est le seul à retourner sa carte. Son objectif est d'éliminer le(s) renégat(s) et les Hors-la-loi.
  - Adjoint(s) : Les joueurs jouant les Adjoints gardent leur rôle secret mais doivent néanmoins veiller à ce que le Shérif survive. En fonction du nombre de joueurs, il y a 0, 1 ou 2 Adjoints.
  - Hors-la-loi : Les Hors-la-loi gagnent la partie dès qu'ils ont éliminé le Shérif. En fonction du nombre de joueurs, il y a 2 ou 3 Hors-la-loi.
  - Renégat : Le Renégat doit supprimer les Hors-la-loi et Adjoint(s), et ensuite le Shérif, mais seulement en dernier, sinon ce sont les Hors-la-loi qui gagnent.
- Les cartes de personnages : Chacun des joueurs incarne un personnage possédant un pouvoir spécifique et un certain nombre de points de vie (trois ou quatre). Le Shérif a un point de vie supplémentaire. Leurs facultés spéciales permettent de donner un dynamisme constant dans le jeu.
- Les cartes de situations : Il s'agit de cartes portant un cadre bleu que le joueur peut soit poser devant lui pour améliorer ses capacités, soit poser sur un adversaire pour lui nuire. Ainsi, un joueur pourra, par exemple, poser devant lui une arme lui permettant de tirer plus loin ou sur plus de personnes, ou encore, acquérir un Mustang qui l'éloignera de ses ennemis.
- Les cartes d'actions : Il s'agit de cartes portant un cadre brun qui représentent les actions des personnages. Les plus nombreuses sont les cartes Bang! qui permettent de tirer sur un autre personnage et les cartes Raté ! que le joueur pris pour cible peut jouer pour contrer la première. D'autres cartes permettent de défausser ou de récupérer les cartes des autres joueurs ou de piocher des cartes supplémentaires. Enfin des cartes Bière permettent de récupérer des points de vie.

Une spécificité du jeu est la notion de distance entre les joueurs. En effet, il n'est possible de tirer que sur ses voisins directs, à moins d'avoir une arme à plus longue distance comme la Carabine. Cela modifie complètement le système de hasard et laisse place à des stratégies plus développées et des bluffs plus soutenus.
Les effets des cartes sont représentés par des symboles (une douzaine), très faciles à retenir et à utiliser (grâce, notamment, à un petit aide-mémoire pour les non initiés).
La dynamique du jeu repose à la fois sur une part de hasard et une part de réflexion et d'observation pour deviner quel rôle endosse chaque joueur (seul le rôle du shérif est connu), quelles cartes un joueur a encore en main... Les parties ont une durée variable en fonction du nombre de joueurs et du niveau de connaissance des règles, soit 4 à 6 minutes à trois joueurs expérimentés et jusqu'à 45 min à sept avec des débutants. Les cartes circulent assez rapidement et les joueurs peuvent jouer autant de cartes qu'ils le souhaitent par tour (à quelques exceptions près, comme la limitation à une carte Bang! par tour).

## Extensions

### Dodge city
L'extension Dodge city propose de nouveaux personnages et de nouvelles cartes bleues et brunes. Un troisième type de carte (cartes à bordure verte) a des effets semblables aux cartes à bordure brune mais qui ne peuvent être activés immédiatement : la carte est posée devant soi en attendant de la jouer un prochain tour. Certaines personnes pensent que ce dernier type de carte a tendance à ralentir le jeu et à réduire son dynamisme, mais il permet néanmoins de jouer de façon plus stratégique et plus réfléchie car, en plaçant des cartes face visible devant lui, le joueur expose ses atouts mais prend le risque de se les faire prendre ou défausser par ses adversaires. De plus ces cartes ne sont pas forcément plus fortes que les autres, ne déstabilisant ou ne favorisant pas certains joueurs qui auraient moins de chance.
Deux nouveaux symboles font leur apparition sur les cartes :
- Deux cartes superposées à 30° indiquent que « pour bénéficier de l'effet de la carte, il faut défausser cette carte accompagnée d'une autre de votre main »[1].
- Une séparation horizontale entre 2 séries de symboles indique la conjugaison de deux effets (ce symbole était en fait déjà présent sur la carte saloon mais est ici généralisé).

Une règle pour 8 joueurs avec 1 Shérif, 2 Adjoints, 3 Hors-la-loi et 2 Renégats. Les deux Renégats jouent indépendamment l'un de l'autre, chacun ayant comme objectif de tuer le Shérif en tête à tête. Si la partie se termine entre le Shérif et les 2 Renégats et que le Shérif meure avant un des deux Renégats, alors, comme dans la partie à 4-7 joueurs, ce sont les Hors-la-loi qui gagnent la partie.
Une règle pour 3 joueurs avec 1 Adjoint, 1 Hors-la-Loi et 1 Renégat. Les rôles de chaque joueur sont visibles et connus de tous. Les objectifs de victoire sont :
- pour l'Adjoint d'éliminer le Renégat
- pour le Renégat de tuer le Hors-la-Loi
- pour le Hors-la-Loi de supprimer l'Adjoint

Si un personnage élimine son assassin, la partie se termine en tête à tête entre les deux survivants. Tout personnage éliminé rapporte 3 cartes à son tueur. L'Adjoint n'étant pas le Shérif, il n'a pas de point supplémentaire et peut être mis en prison.
Cette version est néanmoins très différente du jeu de base, notamment car elle perd la dimension bluff de ce dernier.

### High Noon, Pour une poignée de cartes en plus
Chacune de ces extensions comporte 15 cartes spéciales, qui ont un effet appliqué pendant un tour de table à partir du shérif. Par exemple, tord-boyaux (Pour une poignée de cartes en plus) permet à chaque joueur de choisir de passer sa phase de pioche pour se soigner 1 point de vie. La quinzième carte permet d'éviter que les parties ne s'éternisent (bien que cela ne se produise que rarement) : duel au soleil (High Noon) fait perdre 1 point de vie à chaque joueur au début de son tour.
Les cartes des deux extensions peuvent bien évidemment être mélangées entre elles, et restent distinguables par leurs bords de couleurs différentes.

### Wild West Show
Une quatrième extension intitulée Wild West Show a également parue à Noël 2010. Celle-ci compte huit nouvelles cartes de personnage, ainsi que dix d’événements. De manière générale, ces cartes impactent beaucoup plus le jeu que les anciennes. Les capacités des personnages sont globalement plus puissantes ; et quant aux cartes d’événement, leurs effets sont souvent plus durables que ceux des événements classiques. Les événements Wild West Show se succèdent en effet à chaque fois qu'une carte diligence ou de convoi est jouée (soit trois cartes en tout). Tant qu'une nouvelle carte de ce type n'est pas utilisée, la modification des règles qu'ils apportent reste en vigueur. Préparez-vous donc à de sacrés retournements de situation avant de jouer une carte déclencheur de quelque chaos inédit.

### The Valley of Shadows
Sortie originellement en 2011 mais éditée en France seulement en 2015, cette extension se compose de 24 cartes (8 personnages, 10 cartes marron et 6 cartes bleues). Dans l'ensemble, toutes ces nouvelles cartes entraînent de nombreux rebondissements dans la partie : les Fantômes permettent à un joueur éliminé de revenir en jeu mais sans point de vie, le Serpent à sonnette est une nouvelle forme de Dynamite qui ne bouge pas et la plupart des autres cartes ont des effets de défausse ou d’imitation et de parade de Bang!. On notera aussi la présence d'un personnage unique en son genre avec 5 points de vie : Tuco Franziskaner.

### Bang! Armés & Dangereux
Cette extension ajoute un nouveau système de jeux basé sur des jetons « caisse ». Ceux-ci peuvent être accumulés sur la carte personnage, ou sur de nouvelles cartes à bords orange, les cartes dangereuses. Les défausser permet d’améliorer l’effet de certaines cartes à bord marron, mélangées avec le reste de la pioche. De plus, ils permettent de déclencher les cartes dangereuses, qui reproduisent globalement les effets des principales cartes marron. Cependant, il est possible de recommencer plusieurs fois cet effet, sans limite dans un même tour. En effet, un nombre de caisses à défausser, de 1 à 3, est appliqué à chacun, et une caisse est récupérée en posant des cartes bleues ou en défaussant des cartes en fin de tour. Huit nouveaux personnages, avec des mécaniques centrées sur ce système de jeu, font aussi leur apparition. A noter enfin l’apparition de la première arme avec une portée de 6, la carabine à bison, dont le tir peut être amélioré avec une caisse pour annuler capacités et carte en jeu de la personne ciblée.

### Bang! The bullet
Plus qu'une extension à proprement parler, il s'agit plutôt d'une compilation des premières 3 extensions (Dodge city, High Noon et Pour une poignée de cartes en plus), dans une boîte en métal en forme de balle particulièrement esthétique, avec en bonus une étoile de shérif. Elle inclut le jeu de base.

### Extensions non officielles
En dehors de ces extensions officielles, il existe aussi quelques extensions non officielles mais cependant utilisées par un nombre non négligeable de joueurs : El Dorado, OK Corral, Death Mesa, Robbers' Roost, Gold Rush ...

## Adaptation
Le 18 septembre 2008, la plupart des règles ont été reprises dans le jeu chinois des Tueurs des Trois Royaumes (Sān Guó Shā, chinois simplifié : 三国杀) édité par la société Yoka Games sans autorisation ou citation du jeu d'origine ,. Le 8 août 2014, le juge Lee H. Rosenthal a rejeté la plainte pour atteinte au droit d'auteur lorsque le jeu chinois a été traduit et distribué en anglais aux États-Unis.
Le 29 octobre 2009, une adaptation en jeu vidéo développée par SpinVector et produite par Palzoun Entertainment est annoncée. Le jeu sort en décembre 2010 pour Microsoft Windows, iPhone, iPad & iPod Touch,.
Le 12 novembre 2011, une mise à jour gratuite propose principalement la possibilité de jouer en multijoueur - multi-plateforme par Internet mixant joueurs en ligne et joueurs joués par l'ordinateur, d'utiliser les cartes de l'extension Dodge City et trois nouveaux personnages (ceux de la version : Bang! The Bullet).